# 酒井忠用

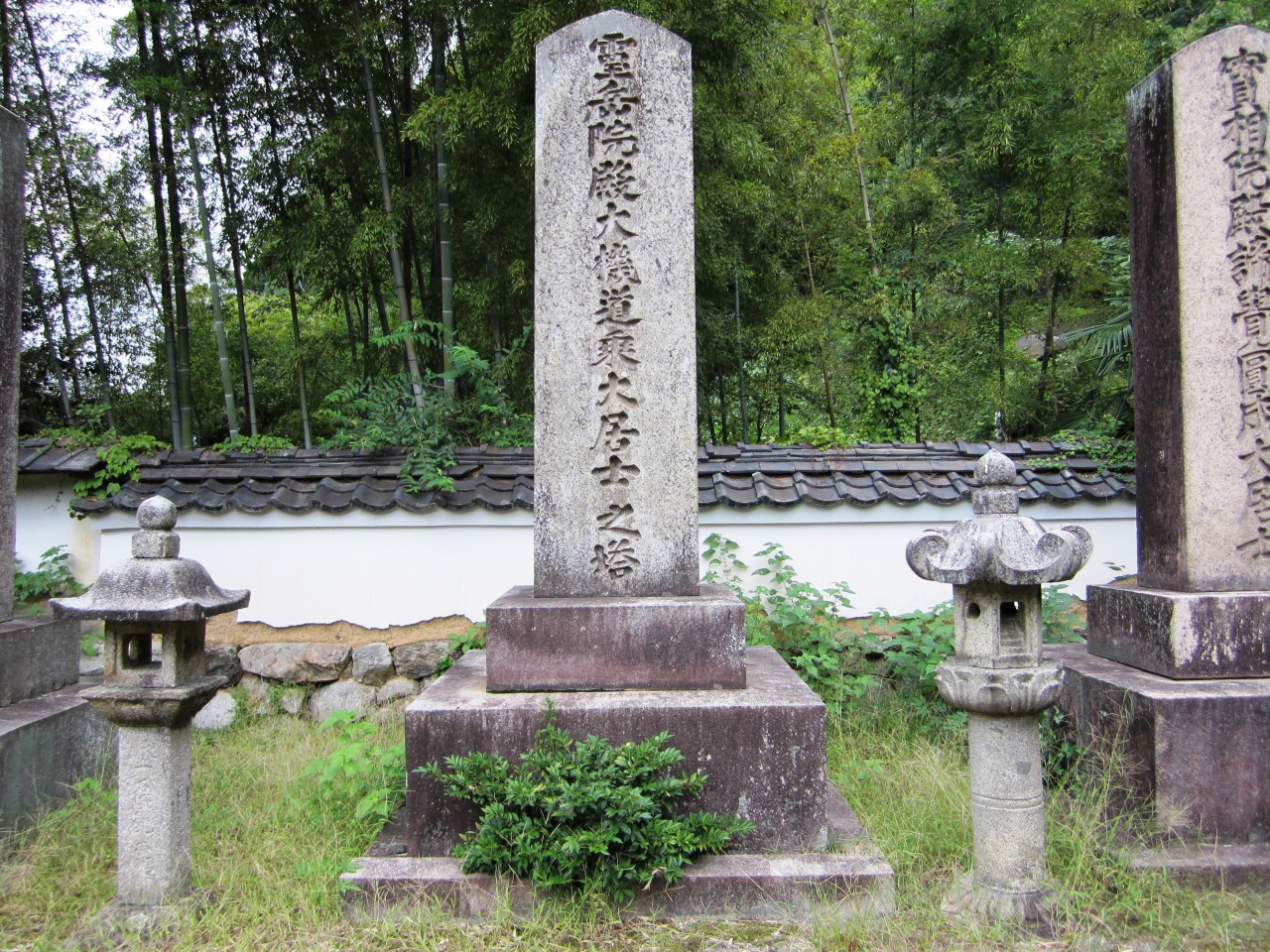
空印寺の墓

酒井 忠用（さかい ただもち）は、江戸時代の中期大名、京都所司代。若狭国小浜藩第7代藩主。小浜藩酒井家8代。

## 人物
第5代藩主・酒井忠音の4男。夭逝した兄・忠存の跡を継いで藩主となった。延享4年（1747年）奏者番兼寺社奉行、同年大坂城代、宝暦2年（1752年）京都所司代。宝暦7年（1757年）隠居し、家督を弟の忠与に譲る。安永4年（1775年）に没した。

## 経歴
- 1722年（享保7年）：生まれる
- 1740年（元文5年）：酒井家相続（10月7日）
- 1747年（延享4年）：奏者番兼寺社奉行（6月1日 - 12月23日）、大坂城代（12月23日 - ）
- 1752年（宝暦2年）：京都所司代（4月7日）
- 1756年（宝暦6年）：京都所司代免（5月7日）
- 1757年（宝暦7年）：隠居
- 1775年（安永4年）：死去（享年54）

## 官歴
- 1740年（元文5年）：従五位下修理大夫
- 1747年（延享4年）：従四位下讃岐守
- 1752年（宝暦2年）：侍従
- 1757年（宝暦7年）：左京大夫

## 系譜
- 父：酒井忠音
- 母：武藤氏 - 側室
- 正室：松平定儀の娘
  - 女子：森川俊孝正室
  - 女子：加藤泰武正室
  - 女子：酒井忠鄰正室
  - 女子：酒井忠実室
  - 養子：酒井忠与 - 実弟